# Abdellah Drissi El Bouzidi
Abdellah Drissi Elbouzidi (en arabe : عبد الله الادريسي البوزيدي), est un homme politique marocain, membre du Parti du progrès et du socialisme.

## Biographie

### Parcours politique
Il a commencé sa vie politique avec le Parti Al Ahd Addimocrati et a obtenu une place dans la Chambre des représentants entre 2007 et 2011. Par la suite, il a intégré le Parti du progrès et du socialisme (PPS) dont le secrétaire général est Mohamed Nabil Benabdallah.
Il est député de la circonscription électorale Taounate-Tissa, pour le Parti du progrès et du socialisme (PPS).